# Iglesia de San Nicolás de Bari (San Pablo)
La Iglesia de San Nicolás de Bari, es un templo de culto católico, dedicado a San Nicolás de Bari, que está localizado en la localidad de San Pablo (departamento Capayán, Argentina), y pertenece a la jurisdicción eclesiástica de la Diócesis de Catamarca. Fue declarada Monumento Histórico Provincial.

## Historia
La Iglesia de San Nicolás de Bari fue construida a finales del siglo XIX. La historia se remonta a las épocas en que el sacerdote catamarqueño Justiniano Salas fue enviado a Roma y quedó enamorado de la Basílica de San Pedro. Tan grande fue su admiración que pensó en realizar una réplica en las propiedades de su familia, que poseía vastas extensiones de tierra en todo Capayán. Diseñada por el arquitecto italiano Luis Caravatti (nacido en Milán en 1831, inmigrado a Argentina en 1857), es una iglesia pequeña pero monumental, con una expresiva cúpula y un pórtico, que fueron característicos de la gran arquitectura de Roma.
Para llevar a cabo la tarea, Salas contrató al arquitecto italiano Pedro Compassi, quien dejó su Véneto natal para radicarse, junto a su familia, en San Pablo y así poder seguir de cerca la larga y compleja edificación. Tales acontecimientos se pueden ver reflejados en los debates senatoriales que precedieron a su restauración: 

puede conocerse que el Padre Lorenzo Justiniano Salas, miembro de una de las familias de terratenientes de la Región, al regreso de su viaje de Roma con el fin de su ordenación como sacerdote, vino acompañado del arquitecto italiano Pedro Compassi, a quien Salas habría encomendado la construcción de la Iglesia.

Aunque no hay precisiones ni quedaron mayores registros sobre el proceso, se estima que dicha construcción habría demandado entre seis y siete años de trabajo. Los artesanos de la época, dirigidos por Compassi, produjeron una obra de magníficas proporciones y acertados volúmenes organizados en función de un estilo neoclásico con una planta en cruz griega en donde dominaba una cúpula central revestida con mayólicas en colores bordó, amarillo, blanco y azul, piezas que fueron traídas directamente desde Venecia.
Elvio Brunello, sobrino político de Celestina Compassi (hija del constructor) recreó algunas de las historias que su tía le relataba. Cuenta Brunello que ella se acordaba perfectamente del momento en que empezó a construirse la iglesia. Nunca pudo precisar el tiempo que permanecieron en el campo, porque ella era chica cuando estuvieron ahí, pero de esa circunstancia nació una gran amistad entre la familia Compassi-Pauletto y los Salas". La hija de Compassi se casó con Giovanni Angelo Pauletto, también de origen véneta. Pedro Compassi fue el abuelo de Pedro Pauletto, quien desempeñaría con posterioridad un papel clave para la preservación de este hito de la arquitectura ítalo-argentina.
La iglesia y los terrenos en la que fue construida permanecieron bajo el poder de los Salas hasta bien entrado el siglo pasado. Ya para ese entonces era un templo que convocaba a muchos fieles. Cuenta Elvio que "la familia, cuando estuvo en Buenos Aires, pasó por momentos económicos difíciles. Fue por esta razón que mi primo hermano, Pedro Pauletto, compró los campos, incluida la iglesia y la Plaza de San Pablo. Pero él nunca tuvo interés por este lugar, incluso ni vino a conocerlo".
Años después, el obispo Diocesano de Catamarca, Monseñor Dr. Pedro Alfonso Torres Farías (1963-88), logró convencer a Pedro Pauletto de que donase la propiedad a la Iglesia, por lo que Elvio contaba que "recién hará unos 35 años que la iglesia está en manos del clero de Catamarca".
El templo había permanecido sin retoques ni mantenimiento durante décadas y sobre su estructura se podía observar las huellas que el tiempo, los rigores del clima y los movimientos sísmicos, especialmente el Terremoto de Catamarca de 2004, habían dejado. Finalmente, tras un pedido de la Comisión Vecinal, el Estado Provincial financió la restauración de la iglesia. Luego de una labor excepcional de un equipo de sesenta personas durante más de un año, la iglesia volvió a mostrar toda la belleza de su arquitectura única. No fue un trabajo fácil, ya que las técnicas constructivas que se utilizaron originalmente ya no estaban vigentes.
La Iglesia fue inaugurada el 27 de junio del 2008 por el Gobernador Eduardo Brizuela Del Moral, con algunos aditamentos: ahora posee un moderno sistema de iluminación que la distingue como a un faro en la noche capayense.
Cada año, durante la segunda quincena de enero, la iglesia y sus alrededores es el sitio de la Fiesta en honor a San Nicolás de Bari.

## Enlazos externos
- Hostería Concepción (enlace roto disponible en Internet Archive; véase el historial, la primera versión y la última).
- Prensa obispado